# Johreniopsis
Johreniopsis es un género de plantas herbáceas perteneciente a la familia de las apiáceas.  Comprende 4 especies descritas.

## Taxonomía
El género fue descrito por Michael Georgievich Pimenov y publicado en Flora Iranica : Flora des Iranischen Hochlandes und der Umrahmenden Gebirge : Persien, Afghanistan, Teile von West-Pakistan, Nord-Irak, (cont) 162: 454. 1987.

## Especies
A continuación se brinda un listado de las especies del género Johreniopsis aceptadas hasta septiembre de 2012, ordenadas alfabéticamente. Para cada una se indica el nombre binomial seguido del autor, abreviado según las convenciones y usos.
- Johreniopsis oligactis (Rech.f. & Riedl) Pimenov
- Johreniopsis scoparia (Boiss.) Pimenov
- Johreniopsis seseloides (C.A.Mey.) Pimenov
- Johreniopsis stricticaulis (Rech.f.) Pimenov